# Федерализация Австралии
Федерализация Австралии — политический процесс, посредством которого колонии Квинсленд, Новый Южный Уэльс, Виктория, Тасмания, Южная Австралия и Западная Австралия были объединены в Содружество Австралии. Также, частью этого процесса были колонии Фиджи и Новая Зеландия, однако те позже вышли из данного процесса, отказавшись присоединяться к содружеству. При этом даже после образования содружества бывшие колонии сохраняли собственные политические системы, а также законодательные органы власти, но при этом всё же имелась единое федеральное правительство, занимающаяся вопросами государственного уровня.
Федерализация окончилась принятием австралийской конституцией 1 января 1901 года.

## Ранние призывы к федерализации
Первое значимое упоминание призыва к формированию федерации из австралийских колоний, появилась в 1842 году в газете The Sydney Herald (со ссылкой на журнал «South Australian Magazine»). Чуть позже, этот вопрос был поднят министром по делам колонии Нового Южного Уэльса сэром Эдвардом Деас Томсоном, который выдвинул предложение о формировании федерации в Законодательный совет Нового Южного Уэльса. По этому поводу губернатор Нового Южного Уэльса, сэр Чарльз Фицрой напишет в Министерство по делам колоний Великобритании письмо, предложив создание должности высшего должностного лица на территории Австралии, который должен был иметь полномочия пересматривать законодательство колоний.
В 1847 году, госсекретарь по делам колоний Эрл Грей разработал план о создании Генеральной Колониальной Ассамблеи, однако это предложение по большей степени было проигнорировано.
19 августа 1857 года, Деас Томсон вошёл в состав специального комитета парламента Нового Южного Уэльса по вопросу об Австралийской федерации. По итогам своей работы, Комитет принял решение в пользу создания федерального собрания, однако из-за изменения состава правительства, вопрос об этом был отложен.

### Федеральный совет
Значимое и влиятельное движение за федерализацию колоний возникло только в конце 1880-х годов, когда среди коренных австралийцев начал набирать популярность австралийский национализм. Идея о том, чтобы «быть австралийцем» стала значимой и доминирующей в песнях и стихах того времени. Росту национализма способствовали инновации в транспорте и связи, создания телеграфной системы связи между колониями в 1872 году, а также растущее влияние других примеров успешных федерации — США и Канады.
Сэр Генри Пакс, на тот момент министр по делам колонии Нового Южного Уэльса, выдвинул предложение о создании Федерального совета а 1867 году. Для этого была созвана конференция между колониями Нового Южного Уэльса, Виктории и Южной Австралии, где помимо вопроса о федерации рассматривались также вопросы о коммуникациях, китайской иммиграции и единой тарифной ставки. Так, федерация могла гарантировать, что торговля на континенте и между штатами не будут затронуты протекционизмом, а единицы измерения и способы транспортировки будут стандартизированы, что положительно бы повлияло на экономику Австралии.
Последний толчок к созданию совета был сделан на Межколониальном съезде в г. Сидней в ноябре и декабре 1883 года. Спусковым крючком, послужившим формирование совета, стал отказ Великобритании от односторонней аннексии Новой Гвинеи Квинслендом и появившееся желание у британского правительства о федерализации Австралии. Съезд в первую очередь рассматривал стратегию по противодействую немцам и французам в их стремлениях в Новой Гвинее и в Новых Гебридах. Сэр Сэмуэль Гриффит, премьер-министр Квинсленда, разработал акт о Федеральном совете. Конференция обратилась в Имперский парламент, который принял акт о Федеральном совете Австралазии 1885 года.
В результате, был сформировал Федеральный совет Австралазии, которые осуществлял представительские функции между колониями и островами южной части Тихого океана. В состав совета не вошёл Новый Южный Уэльс и Новая Зеландия.
В состав совета вошли колонии Квинсленд, Тасмания, Виктория, Западная Австралия и Фиджи. Южная Австралия входила в состав совета в период между 1888 и 1890 годов.
Федеральный совет получил право принимать законы по определённым вопросам, например, регулирование рыболовства, экстрадиции и т. д., однако у него не было постоянного секретариата, исполнительной власти или какого-либо собственного бюджета. Кроме того, отсутствие одной из самых крупных колоний Австралии сильно ослабило его важность.

### Оппозиция к федералистским идеям
Некоторые колонии, либо их отдельные деятели, настороженно относились к идеям Федерации. Особенно сильно противились политики небольших колоний, которые не желали делегировать свои полномочия в пользу неизвестного национального правительства. Они опасались, что в таком случае густонаселённые части нового государства будут доминировать и лоббировать свои интересы, игнорируя малые штаты или территории. Также, например, Квинсленд был обеспокоен тем, что принятие единого национального законодательства, основанного на расовой принадлежности, ограничит ввоз рабочих канаки, что поставит под угроз производство сахарного тростника колонии. И это был не единственные опасения противников федерации.
Малые колонии беспокоились об отмене таможенных тарифов, что могло бы их лишить значительной части доходов, оставив их торговлю на милость более крупных штатов. Так, Новый Южный Уэльс, традиционно ориентировавшийся на свободную торговлю, хотел убедиться, что политика федерации не будет протекционистской. Так, премьер-министр колонии Виктория Джеймс Сервис назвал финансовый союз «главным препятствием» федерации.
Ещё один фундаментальный вопрос заключался в распределении избыточной прибыли от таможенных пошлин к штатам. Для более крупных колоний существовала возможность, что от них могут потребовать субсидии для развития и стимуляции экономик Тасмании, Южной и Западной Австралии.
Не без опасений велись споры и о форме правления, которую получит федерация. Опыт других стран был менее вдохновляющим, в особенности недавний опыт гражданской войны в США.
Религиозные факторы играли небольшую, но не тривиальную роль в спорах о том, желательна ли федерация или в принципе возможна ли она. Как правило, лидеры сторонников федерации были протестантами, в то время как энтузиазм католиков по поводу федерации был намного слабее, и не в последнюю очередь потому, что Паркс был воинственно антикатолическим на протяжении десятилетий (и потому, что рабочее движение было непропорционально католическим в своем составе).

### Австралийские рабочие и идеи федерализации
Австралийской рабочее движение при этом было верно идеям федерации, однако и внутри движения были споры. С одной стороны, рабочие также, как и большая часть жителей колонии, были подвержены националистическим настроениям, и были привержены в том числе идеи Белой Австралии. С другой стороны, рабочие опасались, что вопросы федерализации отвлекут внимания правительств от социальных и промышленных реформ, а консервативные силы в очередной раз укрепят своё положение. В федеральные съезды не входили представители рабочих, из-за чего федеральная конституция подвергалась критике со стороны профсоюзов как победу консерватизма в Австралии.
Рабочее движение желало видеть федеральное правительство с полными полномочиями по вопросам оплаты труда и ценообразования, и требовали сократить роль сената, чтобы тот не мог блокировать попытки социально-политических реформ, что в то время было крайне распространено в колониальных палатах Австралии.

## Конституционные конвенции
В начале 1890-х годов, федеральные собрания окончательно приняли решение о необходимости федерации на территории Австралии, а также заложили основу для её возникновения. Чуть позже, неофициальные встречи представителей австралийских колоний в 1890 году, привели к созыву первого Национального австралийского съезда, собравшийся в 1891 году на территории г. Сидней. Также, участие в съезде приняли представители Новой Зеландии в качестве наблюдателя.

### Проект конституции Кларка
Эндрю Инглис Кларк долго время думал о создании подходящей конституции для федеративной Австралии. В мае 1890 года он отправляется в Лондон, чтобы выдвинуть апелляцию от имени правительства Тасмании к Тайному совету. Во время этой поездки, Кларк начал составлять проект конституции, взяв за основу положения акта о Британской Северной Америке 1867 года, Конституции США и акта о Федеральном совете Австралии. Возвращаясь из Лондона, тот заезжает в Бостон, где обсуждает свой проект с Оливером Уэнделлом Холмсом младшим и Монкюром Конвеем.
Некоторые положения из конституции Кларка по итогу были приняты:
- Австралийская Федерация провозглашается Содружеством.
- На территории Австралии имеются три независимые ветви власти — законодательная, исполнительная и судебная.
- Законодательная власть представляет собой двухпалатный парламент, состоящий из Палаты представителей и Сената.
- Положение о разделении полномочий между федеральным правительством и правительствами штатов.

По возвращении в Хобарт, в начале ноября 1890 года при технической помощи У. О. Уайза, тасманского парламентского рисовальщика, Кларк завершил окончательную форму проекта конституции и напечатал несколько копий. В феврале 1891 года Кларк разослал копии своего черновика Парксу, Бартону и, возможно, Плейфорду. Этот проект всегда задумывался как черновой рабочий документ и никогда не публиковался.

### Итоги работы конвенций
Возрождение федерального движения было связано с ростом федеральных лиг и националистических организаций, приверженных идеям федерации, таких как Ассоциация коренных жителей Австралии. В Корове и Батерсте состоялись два так называемых Народных съезда.
В 1893 году Джон Квик, присутствовавший на съезде в Корове, составил законопроект, который стал основой для обсуждения на съезде в Аделаиде и, как считается, в значительной степени способствовал разработке окончательной конституции. Квик с Робертом Гарраном опубликовал в 1901 году Аннотированную Конституцию Австралийского Содружества, которая широко считается одной из самых авторитетных работ по Конституции Австралии.
В 1895 году премьер-министры австралийских колоний приняли предложение об учреждении нового Конвента путем всенародного голосования, при этом итоговый проект конституции был представлен избирателям каждой колонии на референдуме. Конвент проводил встречи в течение года, сначала в Аделаиде в 1897 году, затем в Сиднее и завершившись в Мельбурне в марте 1898 года. После встречи в Аделаиде, колониальные парламенты воспользовались возможностью обсудить новый законопроект и внести изменения. Были приняты основные принципы, обсуждавшиеся в 1891 году, с добавлением принципа ответственного правительства. Был также достигнут консенсус в отношении большей демократии в конституционной структуре. Было решено, что Сенат должен избираться всеобщим голосованием, при этом избиратели в каждом штате выступают в качестве одного электората.
Законопроект был составлен в 1898 году, а затем отправлен в каждую колонию для ратификации избирателями. Референдумы были проведены в четырех колониях в июне 1898 года. Во всех четырех из них было набрано большинство голосов, однако управомочивающее законодательство в Новом Южном Уэльсе требовало для прохождения поддержки не менее 80 000 избирателей, и это число не было достигнуто. Встреча колониальных премьер-министров в начале 1899 г. согласовала ряд поправок, чтобы сделать конституцию более приемлемой для Нового Южного Уэльса. Поправки, известные как «Оговорка Брэддона», предусматривали возврат таможенных доходов штатам в течение десяти лет. Также было решено, что новая федеральная столица должна быть построена в Новом Южном Уэльсе при условии, что она будет находиться не менее чем в ста милях (160 км) от Сиднея. В июне 1899 года референдум был снова проведен во всех колониях, кроме Западной Австралии, где голосование не проводилось до следующего года. Большинство голосов было «за» во всех колониях.

### Референдум 1898 года
| Штат                                                               | Дата             | За      | За    | Против | Против | Всего   | Явка |
| Штат                                                               | Дата             | Голоса  | %     | Голоса | %      | Всего   | Явка |
| ------------------------------------------------------------------ | ---------------- | ------- | ----- | ------ | ------ | ------- | ---- |
| Тасмания                                                           | 3 июня 1898 года | 11.797  | 81.29 | 2.716  | 18.71  | 14.513  | 25.0 |
| Новый Южный Уэльс                                                  | 4 июня 1898 года | 71.595  | 51.95 | 66.228 | 48.05  | 137.823 | 43.5 |
| Южная Австралия                                                    | 4 июня 1898 года | 35.800  | 67.39 | 17.320 | 20.54  | 53.120  | 30.9 |
| Виктория                                                           | 4 июня 1898 года | 100.520 | 81.98 | 22.099 | 18.02  | 122.619 | 50.3 |
| Источник: Federation Fact Sheet 1 — The Referendums 1898—1900, AEC |                  |         |       |        |        |         |      |

### Референдум 1899—1900 годов
| Штат                                                               | Дата                  | За      | За    | Против | Против | Всего   | Явка |
| Штат                                                               | Дата                  | Голоса  | %     | Голоса | %      | Всего   | Явка |
| ------------------------------------------------------------------ | --------------------- | ------- | ----- | ------ | ------ | ------- | ---- |
| Южная Австралия                                                    | 29 апреля 1899 года   | 65.990  | 79.46 | 17.053 | 20.54  | 83.043  | 54.4 |
| Новый Южный Уэльс                                                  | 28 июня 1899 года     | 107.420 | 56.49 | 82.741 | 43.51  | 190.161 | 63.4 |
| Тасмания                                                           | 27 июля 1899 года     | 13.437  | 94.40 | 797    | 5.60   | 14.234  | 41.8 |
| Виктория                                                           | 27 июля 1899 года     | 152.653 | 93.96 | 9.805  | 6.04   | 162.458 | 56.3 |
| Квинсленд                                                          | 28 сентября 1899 года | 38.488  | 55.39 | 30.996 | 44.61  | 69.484  | 54.4 |
| Западная австралия                                                 | 31 июля 1900 года     | 44.800  | 69.47 | 19.691 | 30.53  | 64.491  | 67.1 |
| Источник: Federation Fact Sheet 1 — The Referendums 1898—1900, AEC |                       |         |       |        |        |         |      |